# Carnufex
Carnufex (лат., буквально: мясник) —  род вымерших крокодиломорф из верхнего триаса. Описан в 2015 году из Пекинской формации (англ. Pekin Formation), расположенной в североамериканском штате Северная Каролина и относящейся к карнийскому ярусу (возраст отложений составляет около 231 млн лет). Он достигал трёх метров в длину и, передвигаясь на задних ногах, наряду с Redondavenator принадлежал к крупнейшим наземным хищникам позднего триаса.
Типовой вид, Carnufex carolinensis, описан по двум образцам. Голотип NCSM 21558 включает части черепа, позвонки, рёбра и левую плечевую кость. Ряд признаков указывает на то, что особь не являлась взрослой. Образец NCSM 21623 представляет собой часть правой плечевой кости.